# Бхопал (округ)
Бхопа́л (хинди भोपाल जिला; англ. Bhopal) — округ в индийском штате Мадхья-Прадеш. Административный центр — город Бхопал. Площадь округа — 2772 км². По данным всеиндийской переписи 2001 года население округа составляло 1 843 510 человек. Уровень грамотности взрослого населения составлял 74,6 %, что выше среднеиндийского уровня (59,5 %). Доля городского населения составляла 80,4 %.